# 가시초등학교
가시초등학교는 대한민국 제주특별자치도 서귀포시 표선면 가시로613번길 46에 있었던 초등학교이다.

## 연혁
- 1946년 9월 1일 가시공립국민학교 설립인가(6년제)
- 1946년 12월 5일 가시공립국민학교 개교(가시리 1780번지)
- 1949년 3월 10일 4·3 사건으로 인해 폐교
- 1950년 6월 2일 화산국민학교 가시분교장 인가
- 1950년 9월 1일 화산국민학교 가시분교장 개교
- 1960년 4월 1일 가시국민학교 설립인가
- 1960년 9월 1일 가시국민학교 개교(3학급,6년제)
- 1962년 2월 16일 제1회 졸업생 배출, 16명(남9,여7)
- 1971년 10월 1일 현부지(가시리 1924)로 학교 이설
- 1972년 1월 1일 벽지학교로 지정
- 1976년 3월 1일 도교위지정 특별활동 연구학교
- 1977년 2월 22일 '76학년도 새마을 교육 우수교표창(문교부장관)
- 1977년 6월 14일 도교위지정 특별활동 연구보고회
- 1980년 3월 1일 문교부지정 시범 급식학교 지정
- 1980년 9월 1일 급식실시(무상급식)
- 1981년 11월 18일 81년도 급식운영우수학교 표창, 상금 10만원
- 1982년 3월 19일 문교부지정 급식 시범학교 종료
- 1983년 3월 1일 8학급 인가 편성(4,6학년 2학급)
- 1984년 3월 1일 도교위지정 급식연구학교
- 1986년 3월 1일 6학급 편성
- 1986년 1월 1일 벽지학교 해제[2]
- 1987년 2월 10일 농어촌형 급식학교 지정(유상급식)
- 1998년 3월 2일 5학급 편성
- 1998년 3월 30일 97년도 학교평가 최우수
- 2001년 2월 16일 제40회 졸업(총1,384명)
- 2001년 3월 1일 폐교, 한마음초등학교로 통합